# Neumattgraben (Wiese)
Der Neumattgraben ist ein rund 350 Meter langer Bach des Südschwarzwaldes im baden-württembergischen Zell im Wiesental, der im Brendewald entspringt und oberhalb des Zeller Zinkens Silbersau von links und Osten in die Wiese mündet.

## Geographie

### Verlauf
Der Neumattgraben entspringt im Brendewald nordwestlich des Zeller Zinkens Silbersau auf etwa 592 m ü. NHN. Er fließt in Westrichtung zunächst durch Waldgebiet hinab, ehe er im letzten Drittel durch offenes Feld verläuft. Kurz vor der Mündung auf 455 m ü. NHN unterquert er die B 317 und fließt dann von links und Osten in die Wiese.
Der etwa 350 Meter lange Lauf des Neumattgrabens endet ungefähr 137 Höhenmeter unterhalb seiner Quelle, er hat somit ein mittleres Sohlgefälle von etwa 38 %.

### Einzugsgebiet
Das naturräumlich zum Südschwarzwald gehörende Einzugsgebiet ist gut 20 ha groß und liegt zu über 90 % im Stadtgebiet von Zell im Wiesental, der restliche Anteil im Osten des Einzugsgebiets gehört zur Gemeinde Häg-Ehrsberg. Der höchste Punkt des Einzugsgebiets liegt auf etwa 820 m ü. NHN im Schäfigwald.
Die Einzugsgebiete der folgenden Nachbargewässer grenzen an:
- Im Norden und Osten konkurriert der Wührelochbach mit seinem Nebenlauf Kümmisbrunn, der oberhalb des Neumattgrabens in die Wiese mündet;
- im Süden fließt der Geisgraben unmittelbar unterhalb ebenfalls zur Wiese.

### Zuflüsse
Auf der amtlichen topographischen Karte sind keine Zuflüsse verzeichnet.

### Flusssystem Wiese
- Fließgewässer im Flusssystem Wiese